# Toy Story (franquícia)
Toy Story és una sèrie de pel·lícules i franquícia de mitjans de Disney que sínicià amb la pel·lícula original Toy Story l'any 1995 produiïda per Pixar. La història es centra en un grup de diverses joguines que cobren vida encapçalat per un vaquer de joguina anomenat Woody i una figura d'acció anomenada Buzz Lightyear.

## Películ·les

### Toy Story(1995)
És la primera pel·lícula de la franquícia. Fou estrenada el 22 de novembre de 1995 esdevenint el primer llargmetratge creat íntegrament per CGI i va ser dirigida per John Lasseter.
La pel·lícula és una buddy movie que gira entorn a Andy Davis, un jove imaginatiu, a qui li regalen una nova figura d'acció de Buzz Lightyear per al seu aniversari, cosa que fa que el Xèrif Woody, un nino de corda de vaquer vintage, pensi que ha estat substituït com la joguina preferida d'Andy. En competir per captar l'atenció d'Andy, Woody accidentalment tira en Buzz per una finestra, fent creure a les altres joguines que va intentar assassinar en Buzz. Decidit a arreglar les coses, Woody intenta salvar en Buzz i tots dos han d'escapar de la casa del veí del costat Sid Phillips, a qui li agrada torturar i destruir joguines.
La pel·lícula va tenir un èxit crític i financer, amb una recaptació de més de 373 milions de dòlars a tot el món. La pel·lícula es va tornar a estrenar més tard a Disney Digital 3-D com a part d'una doble funció, juntament amb Toy Story 2, durant dues setmanes, que després es va ampliar a causa del seu èxit financer.

### Toy Story 2(1999)
La segona pel·lícula de la franquícia s'estrenà el 24 de novembre de 1999. Dirigida per John Lasseter, Lee Unkrich i Ash Brannon.

### Toy Story 3(2010)
La tercera pel·lícula de la saga està dirigida per Lee Unkrich. Fou la primera pel·lícula de la saga que es va doblar al català i la primera que no dirigí John Lasseter.

### Toy Story 4(2019)
La quarta películ·la de la franquícia s'estrenà el 21 de juny del 2019.

### Toy Story 5(2026)
Està previst que la pel·lícula s'estreni el 16 de juny de 2026.

## Personatges principals

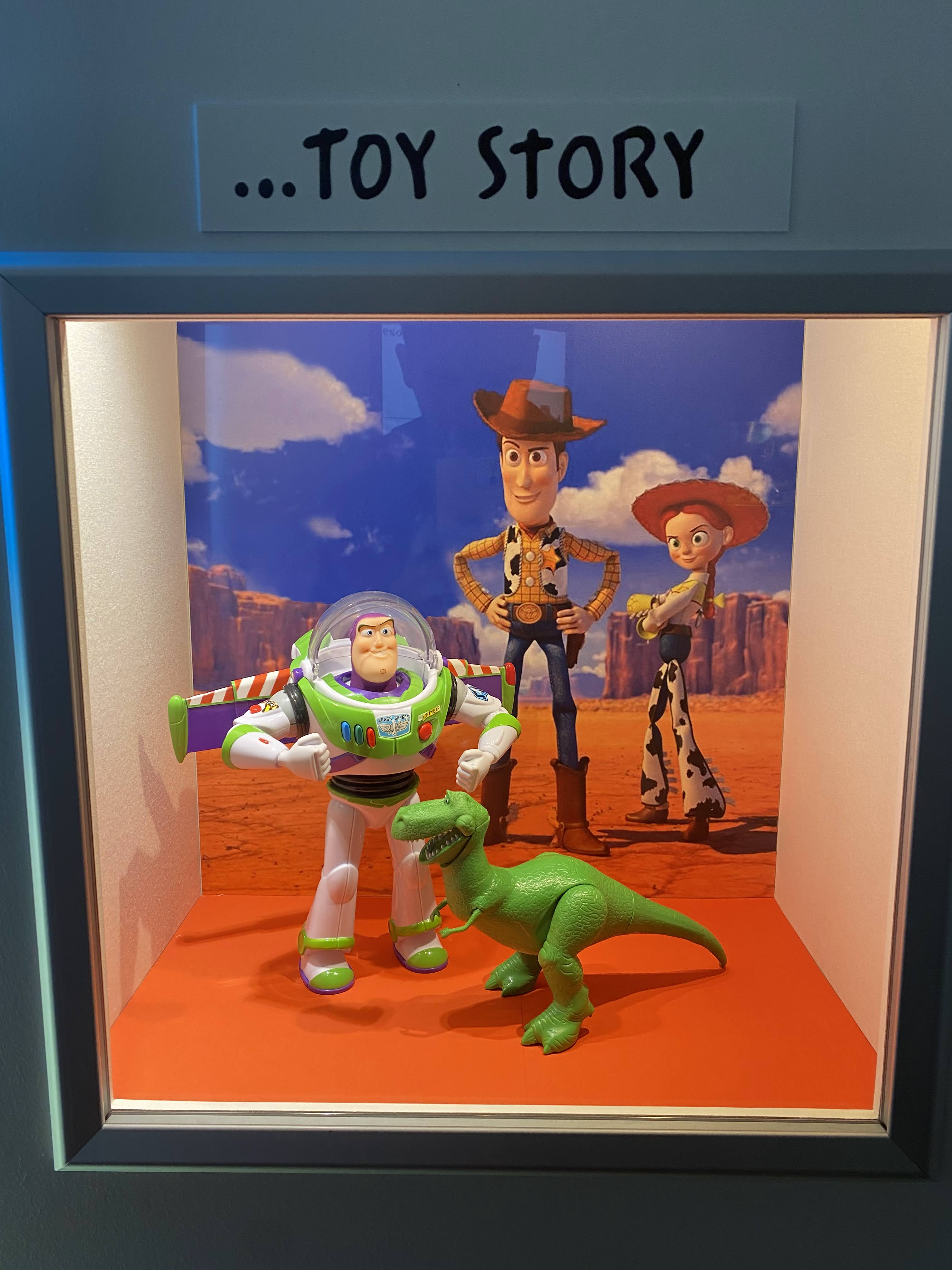

- Xèrif Woody: és un nino de corda d'un cowboy protagonista d'una sèrie dels anys 50. Està doblat en les pel·lícules per Tom Hanks i per altres mitjans per Jim Hanks.

- Buzz Lightyear (amb la veu original de Tim Allen)
- Bo Peep
- Aliens
- Sr. Patata
- Sra. Patata
- Slinky
- Rex: és un dinosaure de joguina molt poruc.
- Hamm: és una guardiola en forma de porquet.
- Jessie
- Sergent: soldat de plàstic.
- Barbie: és una nina Barbie de la Molly.
- Ken
- Forky: és una joguina creada per Bonnie feta amb una cullera-forquilla.
- Andy Davis: (amb la veu original de John Morris).
- Sra. David: mare de l'Andy.
- Molly Davis: és la germana petita de l'Andy.
- Sid Phillips: (amb la veu original d'Erik von Detten) Veí de l'Andy. A la primera pel·lícula és un nen que maltracta les joguines.
- Lotso Abraçafort
- Gabby Gabby